# Батињска Ријека
Батињска Ријека (Ријека Батињска до 1980) је насељено место у општини Ђуловац, у западној Славонији, Република Хрватска.

## Историја
До територијалне реорганизације у Хрватској насеље се налазило у саставу бивше велике општине Дарувар.

## Становништво
По попису из 2011. године село је имало 30 становника.
| Националност       | 1991.       | 1981.       | 1971.       | 1961.       |
| Срби               | 98 (80,32%) | 73 (75,25%) | 81 (88,04%) | 78 (56,93%) |
| Хрвати             | 10 (8,19%)  | 5 (5,15%)   | 10 (10,86%) | 51 (37,22%) |
| Југословени        | 9 (7,37%)   | 16 (16,49%) | 0           | 0           |
| остали и непознато | 5 (4,09%)   | 3 (3,09%)   | 1 (1,08%)   | 8 (5,83%)   |
| Укупно             | 122         | 97          | 92          | 137         |

- напомене:

До 1981. исказивано под именом Ријека Батињска, а 1991. под именом Батинска Ријека. Исказује се од 1890. до 1948. као део насеља, а од 1953. као насеље.